# César Augusto Cabrera Forero
César Augusto Cabrera Forero (Barranquilla, 13 de junio de 1915 - ibidem abril de 2001) fue un militar colombiano.
Mayor General, fue Comandante del Ejército Nacional de Colombia.

## Biografía
Fue miembro del Batallón Colombia No.2 en el Sinaí, se desempeñó como comandante de la Tercera y Sexta Brigada del Ejército Nacional, director de la Escuela Superior de Guerra, representante de Colombia ante la Junta Interamericana de Defensa y la Organización de Estados Americanos.

## Homenajes
Un curso de oficiales del Ejército Nacional lleva su nombre.